# Простой полуштык
Просто́й полушты́к (от нидерл. steek; англ. Half Hitch — «полуштык») — морской сто́порный временный узел, если используют как завершающий элемент многих узлов, — соединяющий временный узел, если используют в начале завязывания многих узлов. В основе узла «простой полуштык» — элемент узлов «полуштык», который завязан вокруг коренного конца троса. Представляет собой простой узел, завязанный на опоре. Узел — компактен, прочен, надёжен (если ходовой конец троса — сшит с коренным). Применяют часто в морском деле. После завязывания, ходовой конец обязательно должен быть закреплён на коренном прихваткой. Прежде, на парусном флоте XVIII века, узел применяли чаще, чем впоследствии, использовали для создания огона на толстом швартовом канате.
В макраме существуют два основных, обвязывающих основу, узла; один — полуштык, который в макраме называют «узлом кружева» (Tatting Knot), а другой — полуузел, который в макраме называют «узлом макраме» (Macramé Knot).
Простой узел, простой полуштык, полуузел часто путают, хотя — это разные узлы, которые схожи по строению, но различны по использованию. Полуузел — это связывающий узел, простой узел — стопорный, полуштык — соединяющий узел для крепления к опоре.

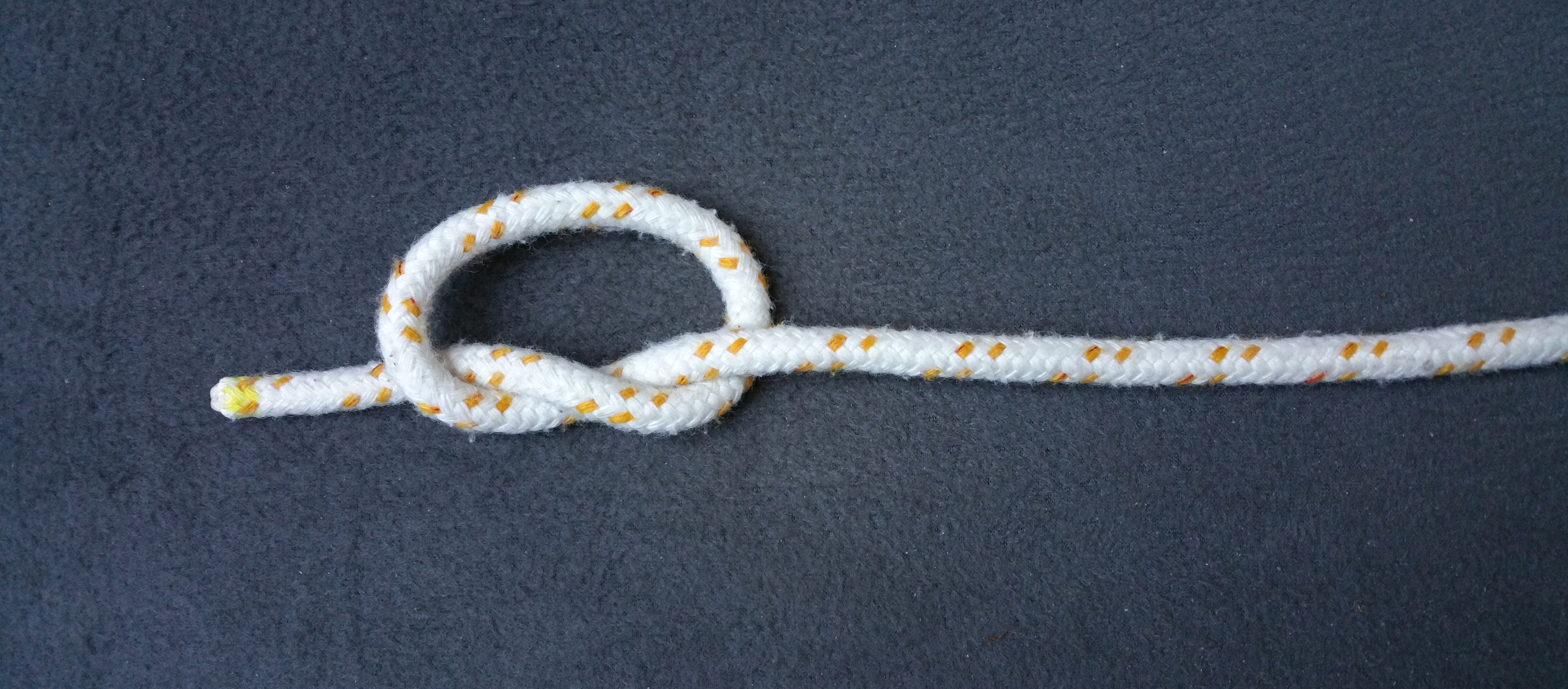
узелок («простой» узел) на конце нити — сто́порный узел
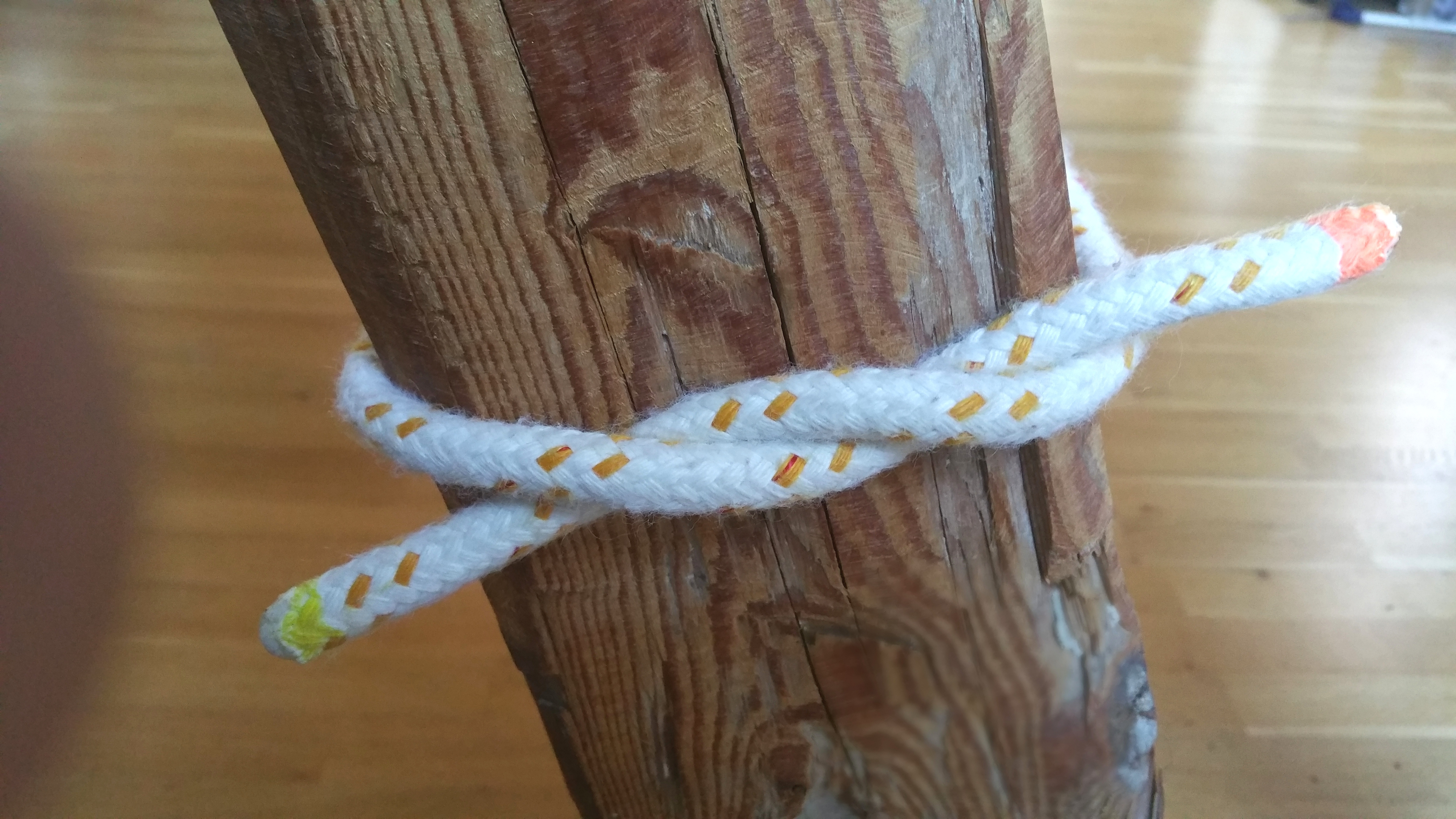
полуузел на середине шнурка с предметом между серединой шнурка и полуузлом — связывающий узел
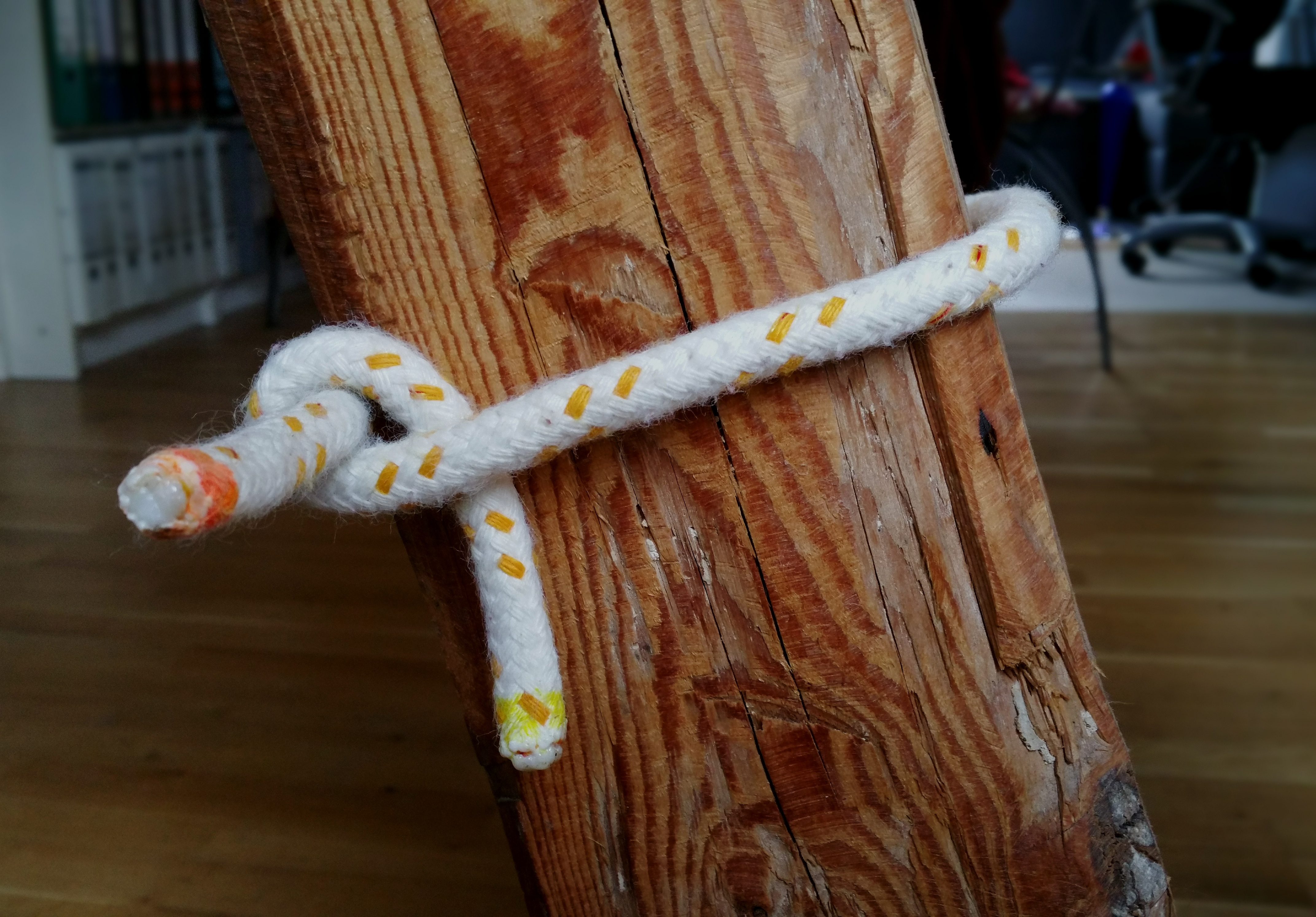
полуштык концом троса, который крепит трос к объекту — соединяющий узел

## Способ завязывания
Существуют 2 способа завязывания полуштыка:
- Сделать колы́шку на коренном конце троса; обнести опору ходовым концом троса и вставить в колышку; сделать схватку ходового конца троса за коренной[23]
- Обнести тросом опору; сделать полуштык ходовым концом на коренном; сделать схватку ходового конца за коренной[5][24]

## Признаки
Плюсы
- Узел — прост
- Компактен
- Надёжен (если имеет схватку)
- Прочен (если имеет схватку)
- Первоначальный элемент завязывания многих более сложных узлов
- Завершающий элемент многих узлов — сто́пор

Минусы
- Легко «ползёт» и развязывается (если не имеет схватки)
- Схватка ходового конца троса за коренной — необходима и обязательна

## Применение
В морском деле
- В морском деле применяют для крепления «бегучего» такелажа
- В составе многих сложных узлов как на начальном этапе завязывания, так и конечном

В альпинизме
- В альпинизме, скалолазании, спелеотуризме 2 простых полуштыка с контрольным узлом используют для блокирования спускового устройства

В туризме
- В спортивном туризме 3 простых полуштыка с контрольным (скользящим) узлом используют для закрепления навесной переправы за опору

В иудаизме
- Обычай голландских сефардов Лондона — сделать 4 группы из 26-и полуштыков (10-5-6-5) на цицит, подразумевая гематрию тетраграмматона имени Яхве, с пятью узлами между ними. Используют только белую шёлковую нить на шёлковом талите

В фехтовании
- В испанском фехтовании рукоять эспадрона обматывали серией полуштыков, плотно прилегавших друг к другу. Обмотку начинали от конца рукояти до гарды. Обмотка позволяла добиться надёжного хвата, препятствовавшего скольжению ладони[25]

В быту
- В быту применяют полуштык после завязывания мясничих узлов для закрепления ходового конца. Также применяют в охоте после основного узла для его закрепления (см., например, эскимосская петля)
- Обвязка основы в макраме

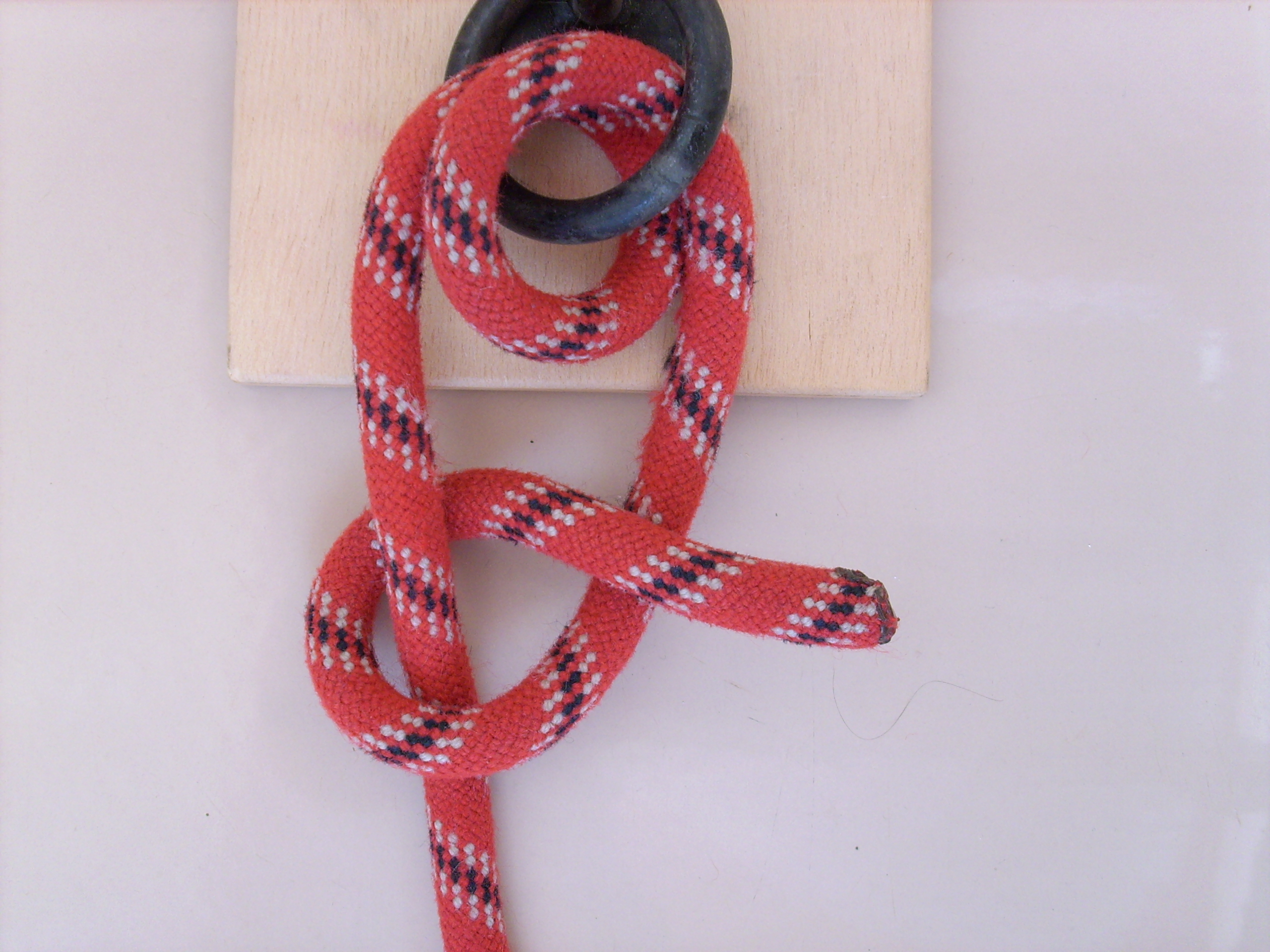
Шлаг и полуштык
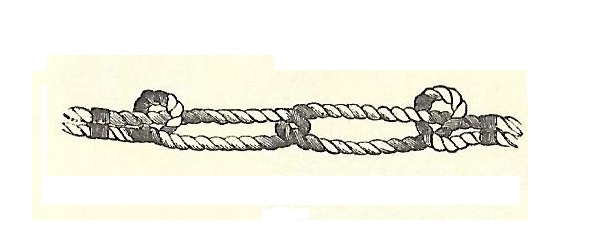
Соединение концов двух тросов полуштыками со схватками ходовых концов тросов за коренные
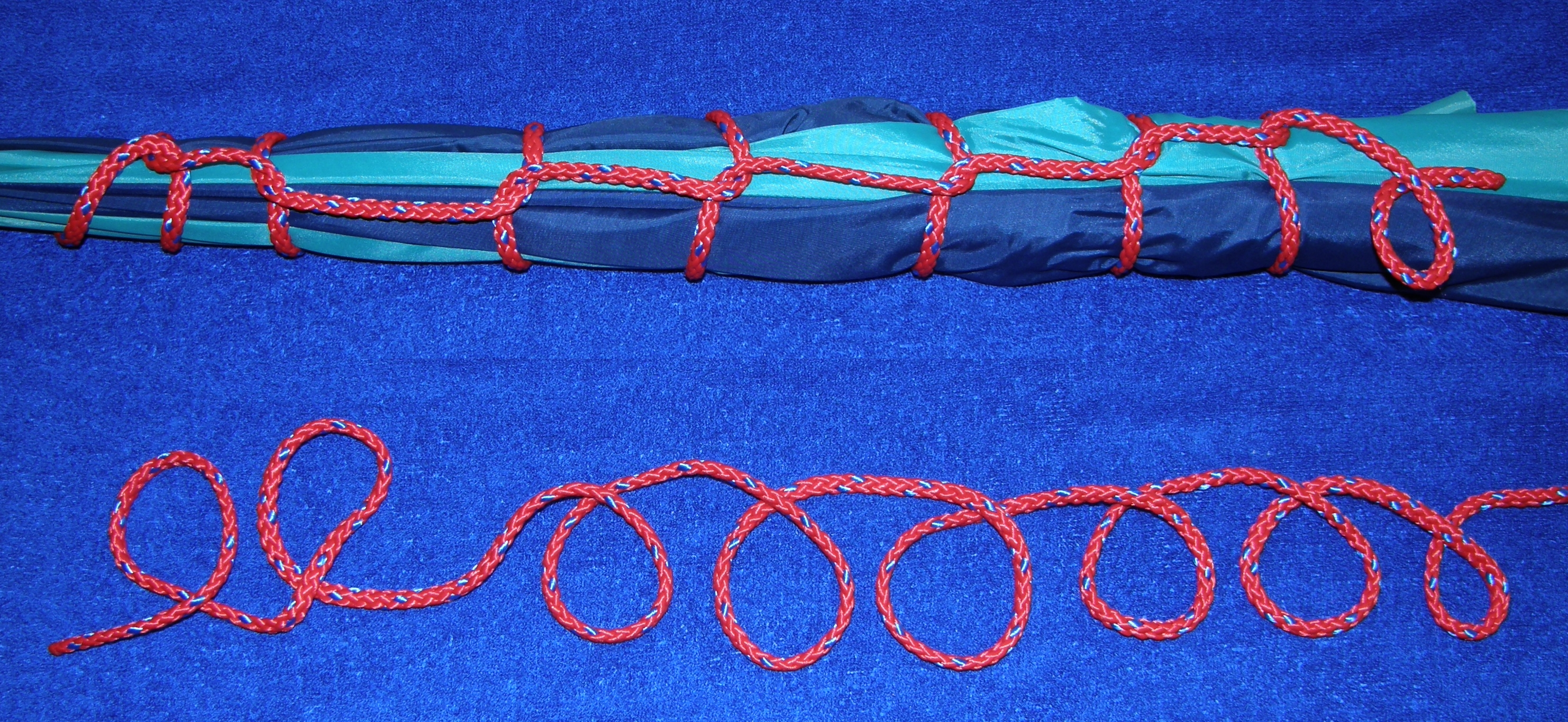
Узлы называют «полуштыками», однако на самом деле — это «полуштыки», если снять с опоры, распадаются сами
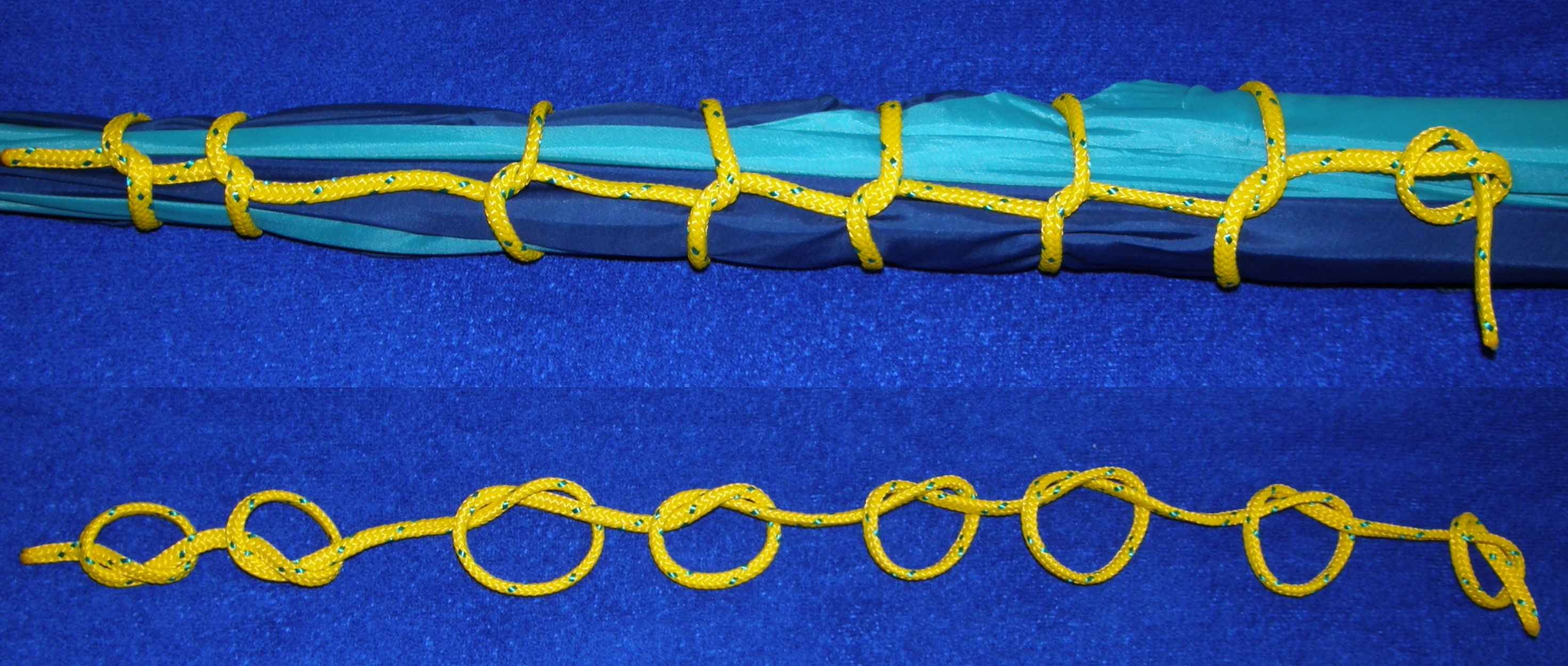
«Сезнёвочные штыки» предпочитают при рифлении паруса более, чем «полуштыки», однако на самом деле — это полуузлы, если снять с опоры, на тросе останутся «простые» узлы
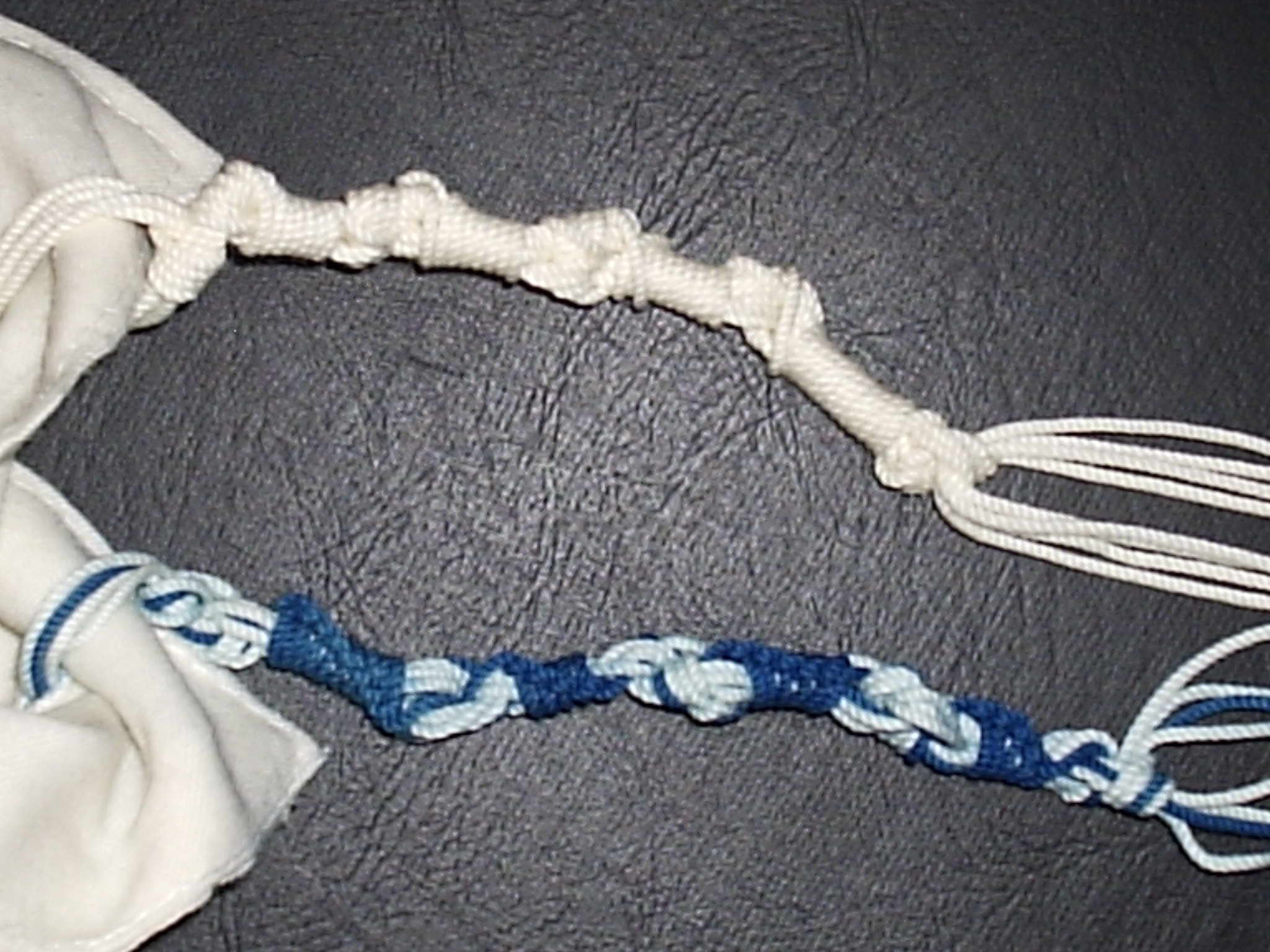
Сверху — цицит, завязанная ашкеназским способом. Снизу — цицит для малого талита, завязанная сефардским способом, но с нитью тхелет (4 группы полуштыков, составляющих тетраграмматон, 10-5-6-5, всего 26 витков, а между ними — 5 узлов)